# 舊寮
舊寮，原寫為舊藔，是臺灣屏東縣高樹鄉的一個傳統地域名稱，位於該鄉北部略偏西。相較於今日行政區，其範圍大致包括新豐村西北半部、舊寮村西北大半部不含北部邊界地帶、司馬村不含東南部及西南端、菜寮村不含南部及北端、大埔村北端。

## 歷史
台灣日治初期，舊寮地區為一街庄，稱為「舊藔庄」，隸屬於港西上里。該庄西北及北隔荖濃溪與龍肚庄、新威庄為界，東北與蕃地為鄰，東南邊及南邊為阿秡泉庄、高樹下庄，西南邊為東振新庄。
1901年（日治明治三十四年）11月，全台設置二十廳，該庄隸屬於阿猴廳。1903年（明治三十六年）12月，阿猴廳改名為阿緱廳。1904年（明治三十七年）4月，該庄編入「東振新區」，隸屬於阿緱廳。1909年（明治四十二年）10月，合併二十廳為十二廳，東振新區仍隸屬於阿緱廳。1920年（大正九年），廢十二廳改設五州二廳，該庄改制並雅化為「舊寮」大字，隸屬於高雄州屏東郡高樹庄。
戰後高樹庄改制為高樹鄉，隸屬於高雄縣，大字亦改制為村。1950年10月，高、屏分治，高樹鄉改隸屬於屏東縣。

## 聚落
本地區發展較早的聚落有舊藔、頂菜藔、下菜藔、隘藔等，在日治期初期的官方地圖上已有記載。此外，本地區尚有長興、中興、尾寮、牛寮、絲園等聚落。

## 交通
省道台27線是荖濃至烏龍的幹線，經過本地區中興、尾寮、隘寮、舊寮等聚落。由該道路北行可前往高雄市六龜區，並止於下荖濃聚落的省道台20線路口；南行可前往高樹鄉高樹市區、鹽埔鄉、九如鄉/長治鄉交界地帶、屏東市、萬丹鄉、新園鄉，並止於烏龍聚落南郊的省道台17線路口。
鄉道屏2線是上大埔至高樹的道路。
鄉道屏11線是舊寮至新南勢的道路。

## 學校
- 舊寮國小